# Way to Blue
Way to Blue: an Introduction to Nick Drake è una compilation del cantautore inglese Nick Drake, pubblicata nel 1994.
Contiene brani tratti dai tre album in studio pubblicati da Drake in vita, più due tracce postume già edite nella raccolta Time of No Reply del 1987.

## Tracce
Testi e musiche di Nick Drake.
1. 'Cello Song – 3:58 – (da: Five Leaves Left)
2. Hazey Jane I – 4:24 – (da: Bryter Layter)
3. Way to Blue – 3:05 – (da: Five Leaves Left)
4. Things Behind the Sun – 3:23 – (da: Pink Moon)
5. River Man – 4:28 – (da: Five Leaves Left)
6. Poor Boy – 6:30 – (da: Bryter Layter)
7. Time of No Reply – 2:52 – (da: Time of No Reply)
8. From the Morning – 2:25 – (da: Pink Moon)
9. One of These Things First – 4:46 – (da: Bryter Layter)
10. Northern Sky – 3:42 – (da: Bryter Layter)
11. Which Will – 2:56 – (da: Pink Moon)
12. Hazey Jane II – 3:41 – (da: Bryter Layter)
13. Time Has Told Me – 3:56 – (da: Five Leaves Left)
14. Pink Moon – 2:00 – (da: Pink Moon)
15. Black-Eyed Dog – 3:20 – (da: Time of No Reply)
16. Fruit Tree – 4:42 – (da: Five Leaves Left)